# All Aboard (film 1917)
All aboard è una comica muta del 1917 di Alfred J. Goulding con Harold Lloyd.

## Trama
Per liberare sua figlia dai suoi spasimanti, il padre decide di farla andare via in Bermuda. Il ragazzo, comunque, viaggia da clandestino sulla nave. Quando è scoperto, gli viene attribuita la cattura di un criminale, perciò gli viene dato un premio e la ragazza.